# Distrikt Huancarani
Der Distrikt Huancarani liegt in der Provinz Paucartambo in der Region Cusco in Süd-Zentralperu. Der Distrikt wurde am 11. Mai 1987 gegründet. Er hat eine Fläche von 146 km². Beim Zensus 2017 wurden 7667 Einwohner gezählt. Im Jahr 1993 lag die Einwohnerzahl bei 6204, im Jahr 2007 bei 6910. Sitz der Distriktverwaltung ist die auf einer Höhe von 3850 m gelegene Kleinstadt Huancarani mit 2037 Einwohnern (Stand 2017). Huancarani liegt 21 km südsüdwestlich der Provinzhauptstadt Paucartambo sowie 35 km östlich der Regionshauptstadt Cusco.

## Geographische Lage
Der Distrikt Huancarani liegt im Südwesten der Provinz Paucartambo. Der Westen wird zum Río Vilcanota (Oberlauf des Río Urubamba) entwässert. Der Osten wird über den Río Pichihua zum Río Mapacho, dem Oberlauf des Río Paucartambo (Río Yavero), entwässert.
Der Distrikt Huancarani grenzt im Westen an den Distrikt Caicay, im Norden und im Osten an den Distrikt Colquepata sowie im Süden an den Distrikt Ccatca (Provinz Quispicanchi).

## Ortschaften
Im Distrikt gibt es neben dem Hauptort folgende größere Ortschaften:
- Chacabamba (307 Einwohner)
- Chinchayhuasi (217 Einwohner)
- Churo (477 Einwohner)
- Huaccaycancha (235 Einwohner)
- Huatta Grande (325 Einwohner)
- Huayllabamba (410 Einwohner)
- Huayllapata (281 Einwohner)
- Patacancha (244 Einwohner)
- Piscohuata (311 Einwohner)
- Quisicancha (411 Einwohner)